# 初冠雪
初冠雪（はつかんせつ）は、1年のうち、雪に覆われる時期とそうでない時期がある山岳において、夏を過ぎて（その年の最高気温を観測した日を過ぎた後から）初めて山頂に雪が積もって白くなること。このような状態になることを日本語では「初冠雪を迎える」と表現する。日本で初冠雪は冬の訪れを推し量る指標として用いられ、気象庁では、気象現象として約80の山を対象に観測している。なお（山頂部に降雪したのみで）積雪の状態にならなければ初冠雪とは言わない。また、初冠雪がそのまま根雪となるとは限らない。

## 観測
気象庁では、冬季の積雪は通常積雪計を用いて実際に雪が堆積した厚みを計測する。しかし、初冠雪は麓にある気象台や測候所から対象となる山の頂を眺め見て、山頂が白くなっていることを確認して初冠雪とする。時刻までは計測しておらず発表されるのは日単位である。機械計測は行なっておらず目視観測である。雲などによって山頂が目視できない場合たとえ山頂に積雪が生じたとしても麓から視認できず、雲が晴れるなどして山頂が見えるようになった後日になってから初冠雪が観測されるというタイムラグが発生し得る。また、いったん「初冠雪を記録した」と発表されても、その後に最高気温が更新されれば、初冠雪の記録は取り消しとなる。測候所が廃止されるまでは、富士山や浅間山、乗鞍岳などは複数の測候所から初冠雪が観測されていた。

## 気象庁の観測
山岳名の表記は気象庁の表記に従う。

### 観測を継続している山岳
| 山岳名     | 平年値   | 観測所           | 山頂標高 |
| ---------- | -------- | ---------------- | -------- |
| 利尻山     | 10月3日  | 稚内地方気象台   | 1721m    |
| 旭岳       | 9月25日  | 旭川地方気象台   | 2291m    |
| 斜里岳     | 10月14日 | 網走地方気象台   | 1547m    |
| 雌阿寒岳   | 10月17日 | 釧路地方気象台   | 1499m    |
| 手稲山     | 10月18日 | 札幌管区気象台   | 1023m    |
| 鷲別岳     | 10月31日 | 室蘭地方気象台   | 911m     |
| 横津岳     | 10月29日 | 函館地方気象台   | 1167m    |
| 八甲田山   | 10月19日 | 青森地方気象台   | 1584m    |
| 岩木山     | 10月21日 | 青森地方気象台   | 1625m    |
| 太平山     | 11月7日  | 秋田地方気象台   | 1170m    |
| 岩手山     | 10月13日 | 盛岡地方気象台   | 2038m    |
| 月山       | 10月20日 | 山形地方気象台   | 1984m    |
| 朝日岳     | 10月25日 | 山形地方気象台   | 1870m    |
| 雁戸山     | 11月2日  | 山形地方気象台   | 1485m    |
| 瀧山       | 11月3日  | 山形地方気象台   | 1362m    |
| 蔵王山     | 10月28日 | 仙台管区気象台   | 1841m    |
| 泉ヶ岳     | 11月13日 | 仙台管区気象台   | 1175m    |
| 吾妻山     | 10月26日 | 福島地方気象台   | 2035m    |
| 男体山     | 11月4日  | 宇都宮地方気象台 | 2486m    |
| 浅間山     | 10月31日 | 前橋地方気象台   | 2568m    |
| 仙ノ倉山   | 10月29日 | 前橋地方気象台   | 2026m    |
| 白砂山     | 10月30日 | 前橋地方気象台   | 2140m    |
| 武尊山     | 11月7日  | 前橋地方気象台   | 2158m    |
| 赤城山     | 11月22日 | 前橋地方気象台   | 1828m    |
| 榛名山     | 12月9日  | 前橋地方気象台   | 1449m    |
| 富士山     | 10月2日  | 甲府地方気象台   | 3776m    |
| 甲斐駒ヶ岳 | 10月30日 | 甲府地方気象台   | 2967m    |
| 東方連山   | 10月25日 | 長野地方気象台   | 2354m    |
| 立山       | 10月12日 | 富山地方気象台   | 3015m    |
| 白山       | 10月21日 | 金沢地方気象台   | 2702m    |
| 伊吹山     | 11月20日 | 彦根地方気象台   | 1377m    |
| 比良山     | 11月21日 | 彦根地方気象台   | 1214m    |
| 極楽寺山   | 12月14日 | 広島地方気象台   | 693m     |
| 鷲峰山     | 11月30日 | 鳥取地方気象台   | 921m     |
| 扇ノ山     | 11月18日 | 鳥取地方気象台   | 1310m    |
| 讃岐山脈   | 12月18日 | 高松地方気象台   | 1060m    |
| 皿ヶ嶺     | 12月8日  | 松山地方気象台   | 1271m    |
| 国見山     | 1月8日   | 高知地方気象台   | 926m     |
| 脊振山     | 12月10日 | 福岡管区気象台   | 1055m    |
| 天山       | 12月9日  | 佐賀地方気象台   | 1046m    |
| 由布岳     | 11月29日 | 大分地方気象台   | 1583m    |
| 金峰山     | 1月15日  | 熊本地方気象台   | 665m     |
| 鰐塚山     | 1月24日  | 宮崎地方気象台   | 1118m    |
| 桜島       | 12月18日 | 鹿児島地方気象台 | 1117m    |

### 観測を終了した山岳
山岳名 - 観測気象台または測候所（初冠雪日の平年、山頂の標高）を一覧で記す。
初冠雪日の平年値は、1961-1990年または1971-2000年のものである。
- 暑寒別岳 - 留萌測候所（10月8日、1492m）2008年9月末で観測廃止
- ピッシリ山 - 羽幌測候所（平年値不明、1032m）1999年2月末で観測廃止
- 当沸岳 - 雄武測候所（平年値不明、742m）2004年9月末で観測廃止
- 樽前山 - 苫小牧測候所（平年値不明、1041m）2004年9月末で観測廃止
- 遊楽部岳 - 江差測候所（10月20日、1277m）2007年9月末で観測廃止
- 雷電山 - 寿都測候所（10月17日、1211m）2008年9月末で観測廃止
- 羊蹄山 - 倶知安測候所（10月2日、1898m）2006年9月末で観測廃止
- 楽古岳 - 広尾測候所（平年値不明、1471m）1999年2月末で観測廃止
- 釜臥山（恐山）- むつ測候所（平年値不明、878m）1998年2月末で観測廃止
- 階上岳 - 八戸測候所（11月12日、739m）2007年9月末で観測廃止
- 五葉山 - 大船渡測候所（11月7日、1351m）2006年9月末で観測廃止
- 鳥海山 - 酒田測候所（10月9日、2236m）2009年9月末で観測廃止
- 那須朝日岳 - 白河測候所（平年値不明、1896m）
- 飯豊山 - 若松測候所（10月17日、2105m）2010年9月末で観測廃止
- 磐梯山 - 若松測候所（10月24日、1816m）2010年9月末で観測廃止
- 雄山 - 三宅島測候所（平年値不明、775m）2000年の三宅島噴火により観測廃止
- 西山 - 八丈島測候所（1月24日、854m）2009年9月末で観測廃止
- 富士山 - 河口湖測候所（平年値不明、3776m）2003年9月末で観測廃止
- 富士山 - 三島測候所（平年値不明、3776m）2001年9月末で観測廃止
- 乗鞍岳 - 松本測候所（10月15日、3026m）2007年9月末で観測廃止
- 鉢伏山 - 松本測候所（11月12日、1929m）2007年9月末で観測廃止
- 常念岳 - 松本測候所（10月23日、2857m）2007年9月末で観測廃止
- 守屋山 - 諏訪測候所（平年値不明、1650m）1997年2月末で観測廃止
- 浅間山 - 軽井沢測候所（10月21日、2568m）2009年9月末で観測廃止
- 塩見岳 - 飯田測候所（10月25日、3047m）2006年9月末で観測廃止
- 風越山 - 飯田測候所（11月25日、1535m）2006年9月末で観測廃止
- 安平路山 - 飯田測候所（11月11日、2363m）2006年9月末で観測廃止
- 鬼面山 - 飯田測候所（11月27日、1890m）2006年9月末で観測廃止
- 仙丈ケ岳 - 飯田測候所（10月21日、3033m）2006年9月末で観測廃止
- 南駒ケ岳 - 飯田測候所（平年値不明、2841m）2006年9月末で観測廃止
- 乗鞍岳 - 高山測候所（10月14日、3026m）2005年9月末で観測廃止
- 船山 - 高山測候所（11月22日、1479m）2005年9月末で観測廃止
- 妙高山 - 高田測候所（10月15日、2454m）2007年9月末で観測廃止
- 野坂岳 - 敦賀測候所（11月22日、913m）2005年9月末で観測廃止
- 御在所岳 - 四日市測候所（平年値不明、1212m）1997年2月末で観測廃止
- 橡山 - 尾鷲測候所（12月24日、1009m）2007年9月末で観測廃止
- 東床尾山 - 豊岡測候所（11月24日、839m）2007年9月末で観測廃止
- 大山 - 米子測候所（10月31日、1729m）2008年9月末で観測廃止
- 大満寺山 - 西郷測候所（12月5日、608m）2008年9月末で観測廃止
- 大麻山 - 浜田測候所（12月13日、599m）2007年9月末で観測廃止
- 西鳳翩山 - 山口測候所（12月10日、742m）2010年9月末で観測廃止
- 鬼ヶ城山 - 宇和島測候所（12月1日、1151m）2005年9月末で観測廃止
- 三郡山 - 飯塚測候所（平年値不明、936m）2001年2月末で観測廃止
- 隠居岳 - 佐世保測候所（平年値不明、670m）2001年2月末で観測廃止
- 白岳 - 平戸測候所（平年値不明、250m）2000年2月末で観測廃止
- 釈迦岳 - 日田測候所（平年値不明、1231m）2001年2月末で観測廃止
- 白髪岳 - 人吉測候所（平年値不明、1417m）2000年2月末で観測廃止
- 高岳 - 阿蘇山測候所（11月17日、1592m）2009年9月末で観測廃止
- 霧島 - 都城測候所（平年値不明、1709m）2000年2月末で観測廃止
- 小松山 - 油津測候所（平年値不明、989m）2003年9月末で観測廃止
- 蔵多山 - 枕崎測候所（平年値不明、475m）2003年9月末で観測廃止
- 愛子岳 - 屋久島測候所（12月19日、1235m）2009年9月末で観測廃止